# Джубб-Рамла
Джубб-Рамла (араб. جب رملة‎) — город на западе Сирии, расположенный на территории мухафазы Хама. Входит в состав района Масьяф. Является центром одноимённой нахии.

## Географическое положение
Город находится в западной части мухафазы, к западу от реки Саруэт-Абу-Бара, к югу от реки Эль-Аси, на высоте 252 метров над уровнем моря.

Джубб-Рамла расположена на расстоянии приблизительно 26 километров (по прямой) к западу-северо-западу (WNW) от Хамы, административного центра провинции и на расстоянии 202 километров к северо-северо-востоку (NNE) от Дамаска, столицы страны.

## Население
По данным официальной переписи 2004 года численность населения города составляла 3329 человек (1678 мужчин и 1651 женщина). Насчитывалось 603 домохозяйства. В конфессиональном составе населения исторически преобладали православные христиане.

## Транспорт
Ближайший гражданский аэропорт — Международный аэропорт имени Басиля Аль-Асада.